# Vajdasági Ifjúsági Tanács
A Vajdasági Ifjúsági Tanács (a rövidítésben használt nevén: VIT) a Délvidéken működő ifjúsági- és diákszervezetek ernyőszervezeteként, mintegy csúcsintézményeként alakult meg 2000. május 4-én.

## A VIT előzményei, megalakulása
A Jugoszláv Szövetségi Köztársaság, vagyis a köznyelvben használt megnevezése szerint Kis-Jugoszlávia északi autonóm tartományában működő magyar ifjúsági szervezetek munkájában, illetve tevékenységük összehangolásában, a kettősségek, duplázások, illetve a párhuzamosságok kiszűrése érdekében már az ezredforduló előtt is igény mutatkozott egy olyan ernyőszervezet létrehozására, amelyik az egymástól függetlenül tevékenykedő, többségükben helyi (községi vagy települési) szinten működő csoportok munkáját koordinálja, illetve egységes, közös fellépési, pályáztatási lehetőséget biztosíthat. A VIT megalakítását több egyeztetés előzte meg, amelyeken az egyes szervezetek vezetői egyetértettek abban, hogy – az adott helyzetben a széttartó szervezetlenség ellenpontozásaként – szükség van a délvidéki magyar ifjúságpolitikai célkitűzések és tevékenységek összehangolására és koordinálására, ezért elkezdődött az előkészítő munka annak érdekében, hogy mindezt intézményes keretekben valósíthassák meg.
Idézet a Vajdasági Ifjúsági Tanács alapító okiratából:
A vajdasági ifjúsági szervezetek képviselői az előzetes megállapodások alapján – a mai napon, 2000. május 4-én Szabadkán – létrehozzák a Vajdasági Ifjúsági Tanácsot. A Vajdasági Ifjúsági Tanács a vajdasági ifjúsági szervezetek ernyőszervezete, amely keretbe foglalja a magyar ifjúsági szerveződéseket és az ifjúságpolitikát. Ez a kezdeményezés abból a felismerésből indul ki, hogy az ifjúsági és diákszervezetek, valamint minden olyan szervezet és intézmény, amely ifjúsággal foglalkozik, együtt kell, hogy működjön, úgy helyi, mint regionális szinten, a vajdasági magyar fiatalok szülőföldön való maradása és boldogulása esélyeinek növelése érdekében.

## A Vajdasági Ifjúsági Tanács alapító szervezetei
A VIT alapító okiratát a következő délvidéki magyar ifjúsági- és diákszervezetek képviselői írták alá:
- Vajdasági Ifjúsági Fórum (VIFÓ);
- Vajdasági Magyar Diákszövetség (VaMaDiSz);
- Vajdasági Magyar Cserkészszövetség;
- Adai Zenekedvelő Ifjúság;
- Moravicai Független Ifjúsági Szervezet;
- Echo Ifjúsági Központ;
- Vajdasági Magyar Szövetség Ifjúsági Bizottsága;
- Református Keresztyén Egyház Ifjúsága;
- Képes Ifjúság – a délvidéki magyar fiatalok egyetlen hetilapja;
- Táltos - civilizációs lap;

## A VIT vállalt feladatai
A Vajdasági Ifjúsági Tanács – a legfontosabb funkcióját és szerepkörét tekintve – a délvidéki magyar fiatalok (és azok szervezeteinek...) érdekképviseletét vállalta fel, amivel tulajdonképpen hiánypótló szervezetként alakult jött létre 2000. május 4-én Szabadkán; illetve felvállalta azt is, hogy felvessen és megvitasson, a közbeszéd tárgyává tegyen olyan, elsősorban az ifjúságot érintő kérdéseket, amelyek az ezredfordulót megelőző években, a háborús évek múltán, de a társadalmi feszültségek enyhülésének (elő)jelei nélkül, Vajdaságban, Szerbiában javarészt megoldatlanok, megválaszolatlanok voltak; alkalmasint pedig az ezekkel összefüggésben megfogalmazott, összehangolt állásfoglalások révén, de gyakorlati tevékenységgel is kísérletet tegyen ezek megválaszolására, az érintett fiatalok problémáinak megoldására is.
Az alapítók szándékai között szerepelt az egységes vajdasági ifjúsági stratégia kidolgozása, illetve a szervezetek tevékenységének koordinációja is.
A VIT létrehozói azonban nemcsak Vajdaságban és nem is csak magyarságban gondolkodtak: célul tűzték ki, hogy hozzásegítsék a délvidéki ifjúsági szervezeteket ahhoz, hogy együttműködést alakíthassanak ki – a régióban élő fiataloknak a programjaikba való bekapcsolásával – a kárpát-medencei más, hasonló szervezetekkel, illetve, hogy hozzájáruljanak a délvidéki magyar fiataloknak a nemzetközi folyamatokba történő bekapcsolódásához. Utóbbi azért is volt kiemelten fontos, mert a megelőző háborús években, a Kis-Jugostzlávia elleni embargó esztendeiben, a nemzetközi szankciók időszakában, mindezek a vajdasági ifjúság gyakorlatilag szinte teljesen el volt zárva.
Részlet a Vajdasági Ifjúsági Tanács alapító okiratából:

„...mi alulírottak, a következőkben kívánunk együttműködni: az ifjúsági és diákszervezetek egységes képviselete az országban és külföldön, az ifjúságot érintő problémák felvetése és megvitatása, az ifjúsági önszerveződés támogatása, egy egységes vajdasági magyar ifjúsági stratégia meghozatala, a szervezetek egymás közötti koordinációja és érdekegyeztetése, a régióban élő fiatalok bekapcsolása a kárpát-medencei folyamatokba.
A Vajdasági Ifjúsági Tanács tagszervezetei az alapító okirat aláírásával kötelezik magukat, hogy a fentiekkel összhangban tevékenykednek, ezzel is kifejezve felelősségüket a vajdasági magyar fiatalok jövőjéért.”

## A VIT együttműködése más szervezetekkel
Habár a VIT alapítói alapvetően egy független, önálló, a politikai pártoktól nem befolyásolt, és nem azok érdekszférájába tartozó ernyőszervezetet szerettek volna létrehozni, céljaik megvalósítása érdekében gyakorlatilag elkerülhetetlen volt, hogy szoros együttműködést alakítsanak ki az egyes pártokkal és egyéb politikai szervezetekkel is. A Vajdasági Ifjúsági Tanács alapító okiratát éppen ezért  – a kezdeményezők meghívására – aláírták az egyes, nem kimondottan, vagy nem csakis a nem ifjúsági szférában tevékenységet kifejtő, de az ifjúságot is érzékenyen érintő területekkel foglalkozó szerveződések képviselői is. Ilyenek például az egyházak és politikai pártok mellett működő ifjúsági csoportosulások, valamint az ifjúsági lapok, mint a Képes Ifjúság és a Táltos is.
A Vajdasági Ifjúsági Tanács nem politikai csoportosulásként alakult meg, ezért az alapítók már a kezdet kezdetén igyekeztek hangsúlyozni, hogy az ernyőszervezet létrehozásakor gyakorlati szempontokat is figyelembe vettek. S mint már akkor ők maguk is megfogalmazták, „tekintettel a vajdasági magyar fiatalok nehéz helyzetére, az az álláspont alakult ki, hogy csak összefogással és konstruktív hozzáállással tehetnek valamit az érdekükben, így segítve a magyar közösséget a fennmaradásában és identitásának megőrzésében”.